# قيلولو
قيلولو (بالإنجليزية: Qilulu)‏ هي قرية تقع في مقاطعة غرمي في إيران. يقدر عدد سكانها بـ 167 نسمة .